# Disco Inferno (banda)
Disco Inferno foi uma banda inglesa de rock experimental ativa no final dos anos 1980 e 1990. Inicialmente um trio de guitarra, baixo e bateria tocando em um estilo post-punk identificável, a banda logo foi pioneira no uso dinâmico de samples digitais, além de instrumentos de rock padrão. Embora comercialmente malsucedida durante sua existência, a banda é considerada um ato-chave do post-rock.

## Discografia

### Álbuns
- Open Doors, Closed Windows (Ché, julho de 1991)
- D.I. Go Pop (Rough Trade, fevereiro de 1994)
- Technicolor (Rough Trade, julho de 1996)

### Compilações
- In Debt (Ché, 1992)
- The 5 EPs (One Little Indian, setembro de 2011)

### Singles e EPs
- "Entertainment"/"Arc in Round" single (Ché, 1991)
- Science EP (Ché, 1991)
- Summer's Last Sound EP (Cheree Records, October 1992)
- A Rock to Cling To EP (Rough Trade, July 1993)
- The Last Dance EP (Rough Trade, November 1993)
- Second Language EP (Rough Trade, May 1994)
- It's a Kid's World EP (Rough Trade, September 1994)
- The Mixing It Session EP (Tugboat, September 1999)